# White Oaks, New Mexico
White Oaks är en spökstad i Lincoln County som ligger i delstaten New Mexico, USA. År 1879 började staden att byggas då en guldfyndighet hittades i Jicarilla Mountains. Staden ligger nord om Carrizozo, på State Road 349.
Sex hus är bevarade som de såg ut på 1800-talet och 1970 blev spökstaden utsedd till National Historic Landmark.

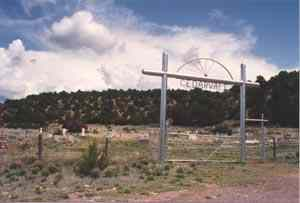
Entrén till Cedarvale Cemetery.

## Historia
Den första guldfyndigheten hittades av guldgrävaren John J. Baxter år 1879.
Staden växte snabbt då den redan 1880 hade: fyra tidningar, två hotell, tre kyrkor, en skola, flera handelsbodar, sågverk, bank och flera salooner. Staden hade också över femtio permanenta bostadshus. På den här tiden var det ovanligt att en stad hade fyra tidningar.
I november 1880 jagade ett uppbåd från staden Billy the Kid, det slutade i en eldstrid där stadens vice sheriff Jim Carlyle dödades och Billy the Kid lyckades fly. Billy the Kid skrev till guvernör Lew Wallace och nekade till mordet och sa att en vådabeskjutning dödade Jim Carlyle.
Susan McSween "Cattle Queen of New Mexico" kallades hon som ägde  "Three Rivers Ranch" utan för staden med 5000 kor. När hennes man dog i Lincoln County War 1878 tog hon över verksamheten. Hon sålde ranchen 1902 då hon flyttade in till staden och levde där till sin död 1931.
På stadens kyrkogård Cedarvale Cemetery ligger många kända personer från vilda västern begravda, till exempel guvernör William C. McDonald och Susan McSween "Cattle Queen of New Mexico".
År 1890 byggdes det en järnväg som gick till Carrizozo i stället för White Oaks och det ledde till att många från staden började att flytta ut. I början av 1900-talet hade gruvorna helt och hållet stängts. Då övergavs staden och blev en spökstad.

## Kända personer
- Emerson Hough författare
- William C. McDonald guvernör över New Mexico 1912-1917
- Susan McSween "Cattle Queen of New Mexico"